# Нощта
„Нощта“ (на италиански: „La Notte“) е италианско-френски драматичен филм от 1961 година на режисьора Микеланджело Антониони. Главните роли се изпълняват от Марчело Мастрояни, Жана Моро, Моника Вити, Бернхард Вики. Филмът образува своеобразна трилогия с „Приключението“ („L'Avventura“, 1960) и „Затъмнението“ („L'eclisse“, 1962).

## Сюжет
В основата на сценария на Антониони, Енио Флаяно и Тонино Гуера са взаимоотношенията между двама отчуждени съпрузи, показани чрез един ден от живота им.

## В ролите
| Изпълнител        | Роля                |
| ----------------- | ------------------- |
| Марчело Мастрояни | Джовани Понтано     |
| Жана Моро         | Лидия               |
| Моника Вити       | Валентина Герардини |
| Бернхард Вики     | Томазо Гарани       |
| Мария Пия Лудзи   | Гостенка            |
| Рози Мадзакурати  | Рези                |
| Гуидо А. Марсан   | Фанти               |
| Винченци Корбела  | Г-н Герардини       |
| Уго Фортунати     | Чезарино            |
| Гит Магрини       | Г-жа Герардини      |
| Джорджо Негро     | Роберто             |
| Роберта Сперони   | Беатриче            |

## Награди и номинации
- 1961 Берлинале - Награда  „Златна мечка“ (Микеланджело Антониони) за най-добър филм
- 1961 Давид на Донатело – Награда (Микеланджело Антониони) за най-добър режисьор
- 1962 Сребърна лента – Награда (Микеланджело Антониони) за най-добър режисьор
- 1962 Сребърна лента – Награда (Джорджо Газлино) за най-добър резултат
- 1962 Сребърна лента – Награда (Моника Вити) за най-добра поддържаща актриса